# Grupa valenciana
Grupa valenciana es un lienzo del pintor valenciano Joaquín Sorolla y Bastida, expuesto en el Museo de Bellas Artes de Valencia (España). Está pintado al óleo sobre lienzo y medida 200,5 x 187 cm. Fecha, según firma, del año 1906.

## Localización
El autor de Grupa valenciana es Joaquín Sorolla y Bastida, uno de los pintores españoles más influyentes e importantes del siglo XX que incluso se abrió las puertas a la clientela internacional con las exposiciones a París. Su obra se puede dividir en cuatro etapas: etapa de formación (1863-1888), etapa de consolidación (1889-1899), etapa de culminación (1900-1910) donde se situaría Grupa valenciana y la etapa final (1911-1920). Su obra se ha catalogado como impresionista, postimpresionista y luminista.
Esta obra fue datada en el 28 de mayo de 1906, cuando Sorolla ya había adquirido un renombre europeo. Fue hecha como una primera interpretación de la escena para otra pintura posterior Mis hijas Maria y Elena vestidas de valencianas, conservada al Museo Nacional de Arte de Cataluña (Barcelona). Ambas son retratos familiares, puesto que a la Grupa aparecen representados sus hijos Joaquim y Maria Clotilde, y a la segunda aparece también Maria pero esta vez con Elena. El autor la pintó para su primera gran exposición particular a París a la Galería Georges Petit,práctica innovadora para los pintores españoles de la época. Se expusieron cerca de 500 obras de Sorolla, muchas de ellas retratos, puesto que esta exposición cambió la visión hacia el retrato de sociedad en la época. Una de las últimas obras pintadas para esta exposición fue Grupa valenciana junto a Maria vestida de labradora valenciana.
En la exposición individual la obra fue comprada junto con todas las expuestas, a través de la cuenta de Antonio Hereen y Massá;. Durante la guerra civil española la obra se trasladó al convento de las Descalzas Reales, siendo el propietario su hijo Augusto. Las obras que estaban en el convento fueron trasladadas un corto periodo en el Museo del Prado debido a un incendio en el edificio. Más tarde, después de la guerra civil española, Grupa valenciana fue adquirida por Fèlix Fernández-Valdés, empresario y uno de los coleccionistas de arte más importantes del siglo XXEspaña. Después fue adquirida por el Ministerio de Cultura en 1981 cuando se trasladó a donde se encuentra actualmente, por un precio de 16,5 millones de pesetas.
La obra fue pintada al jardín de la casa a Madrid donde vivía la familia, a pesar de que para el entorno se inspira en Valencia, su tierra natal.

## Análisis estilístico
La imagen está representada sobre un lienzo casi cuadrado pero se le da importancia a la horizontalidad. La pincelada es pastosa con el fondo difuminado, típica del autor, y más esmerada en el primer plan, con colores vivos y un claro dominio de la teoría del color.
En la obra se muestran dos figuras encima de un caballo alazán, los personajes se encuentran vestidos con trajes tradicionales, ropa de la clase acomodada del siglo XVIII, los cuales son elegantes y coloridos, y el caballo también se encuentra engalanado. Se han identificado las figuras como las dos hijas del autor, Elena y María Sorolla, la primera, la más pequeña viste con ropas tradicionalmente masculinas, denominadas “vestido de torrentí”, denominación que hace referencia a los trajes tradicionales de los hombres de Torrent cuando iban a la capital valenciana, y agarra con las dos manos las riendas del caballo que monta. La vestimenta está compuesta por una chupa y calçó de seda de color azul claro, camisa blanca y chaleco, con calcetas blancas y sombrero de madroños de color rosa.
La figura de María está vestida con ropa inspirada en la moda del siglo XVII, con un traje de labradora valenciana compuesto de seda y cosset, ambos con motivos florales. Este hecho nos recuerda la importancia del comercio de este tejido en la Huerta de Valencia en la época en que se realizó la obra. Lleva los cabellos recogidos con el peinado tradicional de monyet al tos con peine alto y carretes con peines y pendientes, además, sede de lado y detrás. El caballo, situado como escorzo, lleva gualdrapes decoradas con borlas que conforman el manto sobre el que se sientan los hijos.
Las sombras de los trajes están constituidas con colores complementarios entre ellos para crear una imagen más realista del color. Se trata de una obra maestra en el tratamiento de la luz y el color, magníficamente demostrada gracias a la elección del tema y su composición. Sorolla aprovecha la riqueza de los colores que acostumbran a tener las grupas valencianas para desarrollar un amplio abanico de tonalidades que impregna de manera completa el cuadro.
Además se muestran contrastes de intensidad cromática, entre el color oscuro del rojo del caballo y su montura en oposición a los trajes de las dos figuras. En un segundo plan encontramos la mitad de la escena en penumbra, creando un gran contraste en la parte derecha donde incide el sol con fuerza, dejando ver diferentes tonalidades de verde. Para poder reproducir este estallido de luz se aplican grandes pinceladas vibrantes que se matizan con tonalidades pastel en los trajes.

## Aproximación al significado
Grupa Valenciana hace referencia a la expresión “montar a la grupa”, una tradición festiva que hace referencia a la manera en que una pareja de hombre y mujer monta una caballería. En ella, el hombre se encuentra sentado en la parte delantera llevando las riendas del animal y detrás de él la mujer sobre las ancas de la montura, con las dos piernas juntas a un lado, y con una mano se sostiene del jinete. Tanto el caballo como los que lo montan se encuentran ricamente vestidos, los jinetes con ropas tradicionales del siglo XVIII o posteriores, y el caballo con unas monturas ricamente coloridas. La grupa, anatómicamente, es la parte posterior de un animal, justo en el final de su espalda, antes de que empiece la cola.
Esta manera de montar se llevaba a cabo en cabalgatas festivas en las principales festividades de la ciudad de València aunque también se llevaba a cabo esta tradición en otros lugares de la península ibérica.